# Paiste

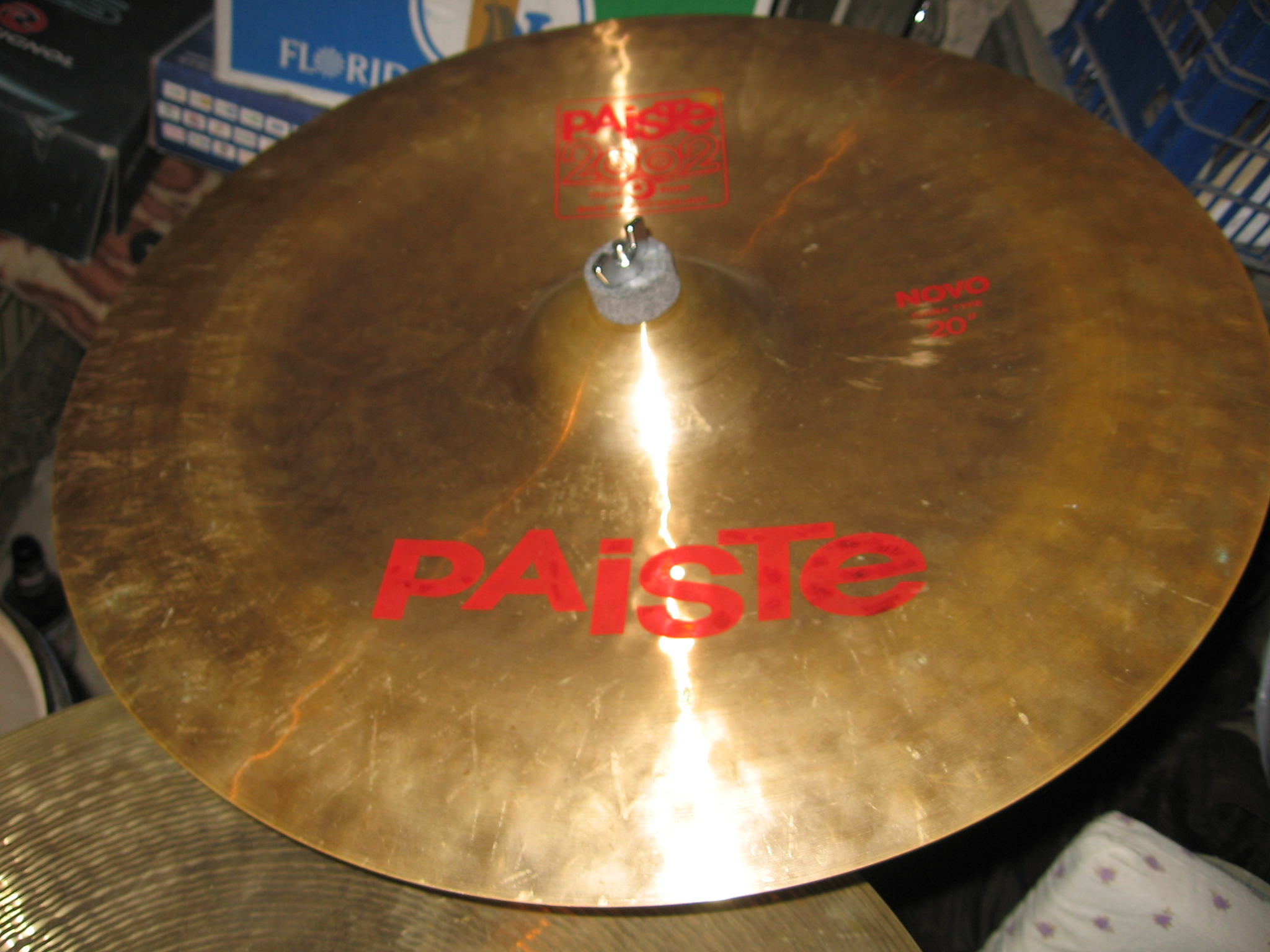
20" Novo china - serie 2002

Paiste (čti paj-sti) je firma, která se zabývá výrobou činelů a gongů. Paiste v estonštině znamená blýskat nebo svítit se.

## Historie
Historie firmy Paiste začala v Rusku v roce 1901, kdy si vysloužilý hudebník z carské gardy Michail Toomas Paiste v Sankt Peterburgu otevřel obchod, ve kterém se zabýval prodejem a opravami hudebních nástrojů. Prosperující obchod mu překazila ruská revoluce.
V roce 1917 se Michail vrátil do rodného Estonska, kde si v Tallinnu otevřel nový obchod. Od té doby se činnost firmy rozšířila o projektování a výrobu činelů. Nedlouho poté do firmy vstupuje syn Michail M. Paiste, který se zasloužil o její rozvoj a přebral její vedení.
Za II. světové války utekl Michail M. Paiste do Polska, kde znovu otevírá svou živnost. Přes nedostatek materiálu a problémy ve výrobě firma válku přežila.
Po skončení války v roce 1945 se Michail M. stěhuje z Polska do severního Německa, kde začíná potřetí. Firmě se podařilo obnovit styky se starými zákazníky a najít nové.
V roce 1957 Michail M. otevírá nový závod ve Švýcarsku, kde nastoupilo třetí pokolení firmy, synové Robert a Toomas. Díky usilovné práci obou bratrů se pak Švýcarsko stalo mezinárodním centrem firmy. Od roku 2003 vede firmu Toomasův syn Erik Paiste.
V roce 1981 firma rozšířila svoji působnost na USA, kdy byla založena nová továrna.

## Umělci
Činely Paiste používají:
- Alex Van Halen – Van Halen
- Ian Paice – Deep Purple
- Nicko McBrain – Iron Maiden
- Danny Carey – Tool
- Stewart Copeland – The Police
- Tico Torres – Bon Jovi
- Larry Mullen, Jr. – U2
- Dave Lombardo – Slayer, Grip Inc., Fantomas
- Scott Travis – Judas Priest
- Josh Freese – Nine Inch Nails, A Perfect Circle
- David Silveria – Korn
- Joey Jordison – Slipknot
- John Dolmayan – System of a Down
- Bill Bruford – King Crimson, Yes, Earthworks
- Charlie Benante – Anthrax
- Tommy Aldridge – Whitesnake
- Joey Castillo – Queens of the Stone Age
- Mikkey Dee – Motörhead
- Brad Wilk – Audioslave, Rage Against the Machine
- Gas Lipstick – HIM
- Jukka Nevalainen – Nightwish
- Matt Byrne – Hatebreed
- Pavel Valdman - Against The wall
- Phil Rudd - AC/DC